# Viavenator

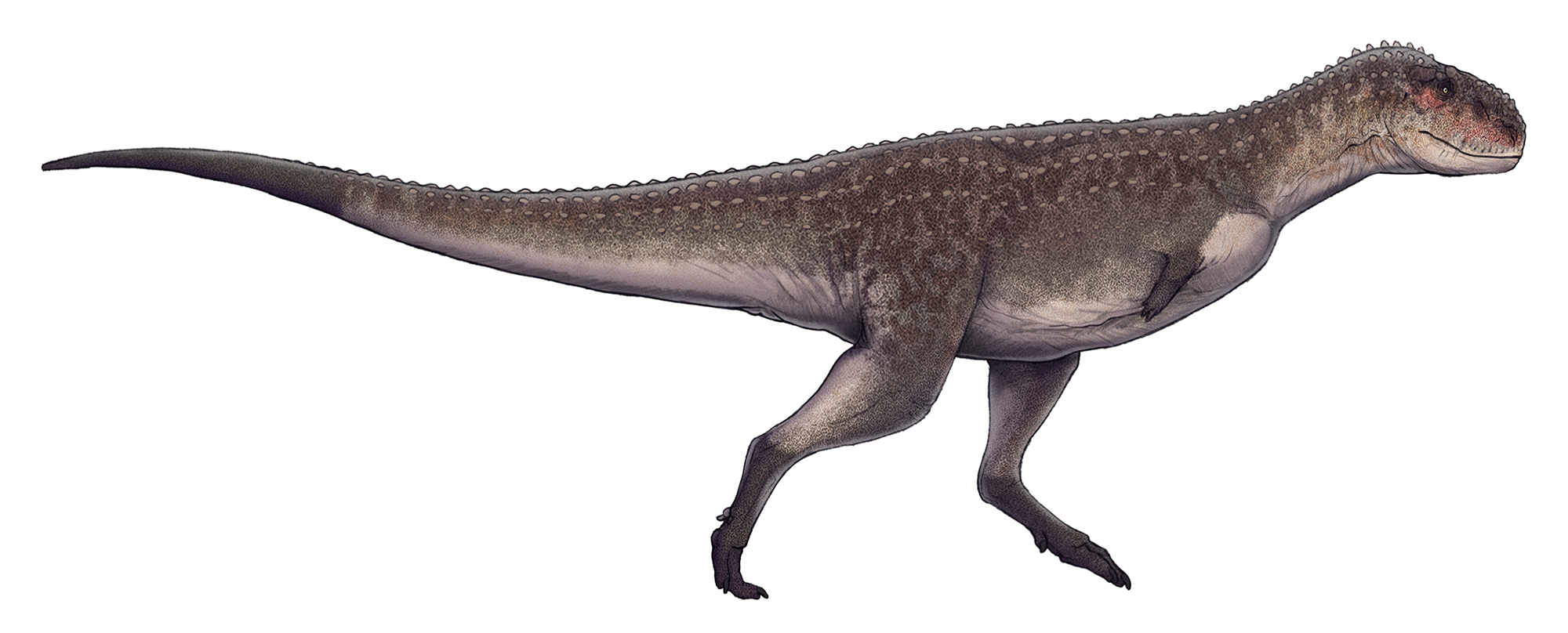
Viavenator exxoni

Viavenator exxoni is een vleesetende theropode dinosauriër, behorend tot de Neoceratosauria, die tijdens het late Krijt leefde in het gebied van het huidige Argentinië.

## Vondst en naamgeving
In 2014 werd op de La Invernada-vindplaats het skelet opgegraven van een theropode.
In 2016 benoemden en beschreven Leonardo Sebastián Filippi, Ariel Hernán Méndez, Rubén Darío Juárez Valieri en Alberto Carlos Garrido de typesoort Viavenator exxoni. De geslachtsnaam is afgeleid van het Latijn via, "weg", en venator, "jager"; de combinatie werd bedoeld als "straatrover". De soortaanduiding eert de oliemaatschappij Exxon wegens het financieren van de opgravingen.
Het fossiel, holotype MAU-Pv-LI 530, is in het gebied van La Invernada, in het noordwesten van Patagonië, gevonden in een laag van de Bajo de la Carpa-formatie die dateert uit het Santonien. Het bestaat uit een gedeeltelijk skelet met schedel. Bewaard zijn gebleven: een schedeldak met postorbitale, zeven halswervels, nekribben, twee voorste ruggenwervels, een reeks van vijf achterste ruggenwervels, twaalf losse staartwervels, een chevron van een achterste staartwervel, een scapulocoracoïde van de schoudergordel, een vorkbeen, buikribben en een uiteinde van een zitbeen. De botten zijn in relatief goede conditie. Het betreft een volwassen individu. De fossielen maken deel uit van de verzameling van het Museo Municipal "Argentino Urquiza".
In 2017 werd de osteologie in detail beschreven, waarbij het bovenste uiteinde van een kuitbeen aan het holotype werd toegewezen, en tegelijkertijd in een tweede publicatie de resultaten van een CAT-scan van de hersenpan die in 2016 de meest complete was van de abelisauriden bekend.

## Beschrijving

### Grootte en onderscheidende kenmerken

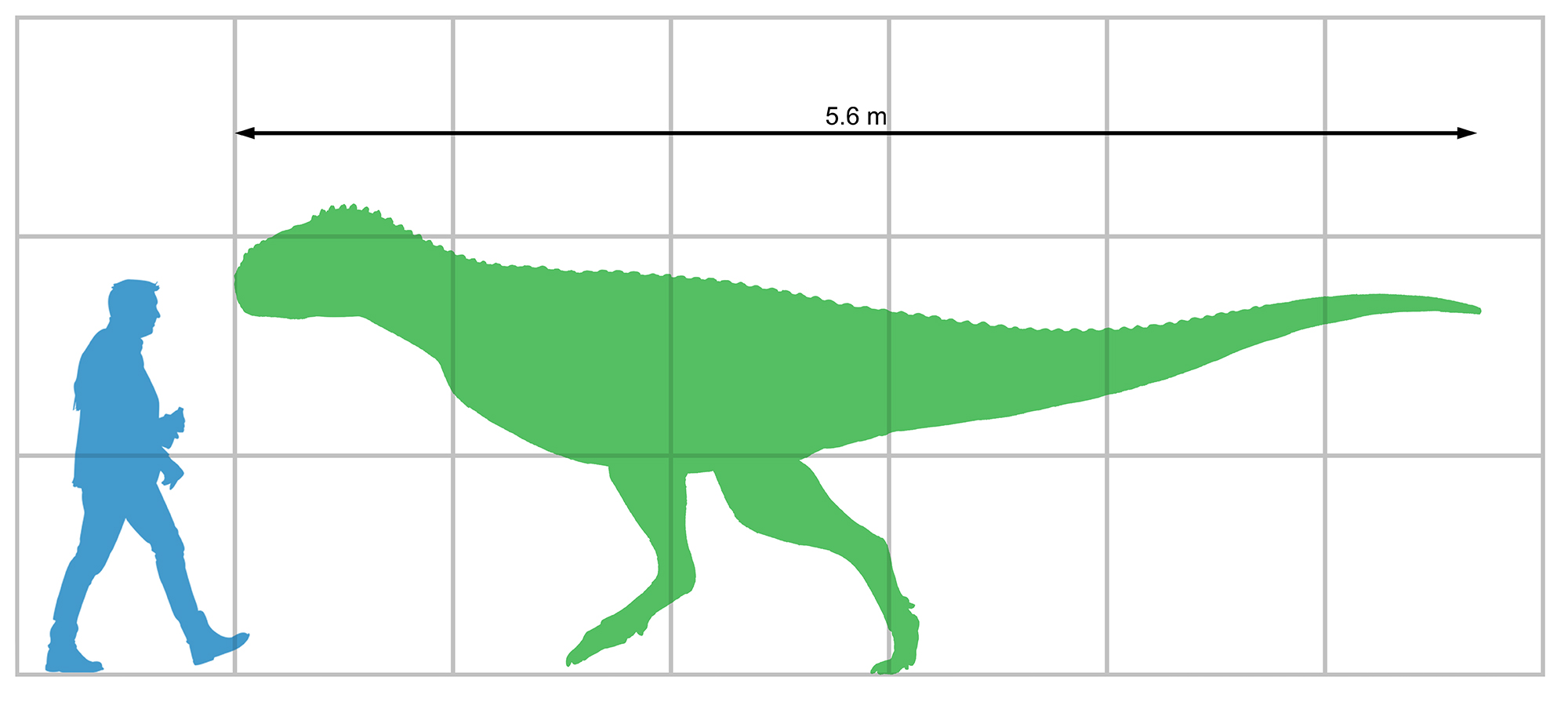
Een vergelijking in grootte met een mens

Viavenator is tussen de vijf en zes meter lang. Een schatting door Orlando Nelson Grillo kwam in 2016 op 5,6 meter. Persberichten van de beschrijvers vermeldden een lengte van zeven meter en een gewicht van twee ton.
Verschillende onderscheidende kenmerken werden vastgesteld. Sommige daarvan zijn autapomorfieën, unieke afgeleide eigenschappen. Aan weerszijden van de kam op het supraoccipitale zijn de uithollingen op het wandbeen overdwars versmald. De processus paroccipitales zijn klein waarbij hun onderranden boven het niveau van de bovenkant van de achterhoofdsknobbel liggen. De vergroeiing van het basioccipitale en het opisthoticum heeft ongeveer tweeënhalf maal de breedte van de achterhoofdsknobbel en tweemaal de hoogte van de achterhoofdsknobbel in achteraanzicht. Onder de achterhoofdsknobbel bevindt zich een hoge en goed ontwikkelde verticale kam die zich naar onderen toe richting de tubera basilaria in twee richels splitst die een uitholling onder de knobbel begrenzen. De recessus basisphenoideus vormt een diepe ronde uitholling waarvan de scherpe randen naar beneden gericht zijn en waarvan de lengteas overdwars gericht is. De processus basipterygoidei liggen op een horizontale lijn evenwijdig aan het schedeldak en hoewel vóór ook iets boven de lijn van de tubera basilaria. De wervellichamen van de middelste en achterste halswervels hebben licht bolle zijkanten en onderzijden. Van de tweede ruggenwervel af is er tussen de wervels een hyposfeen-hypantrum-complex aanwezig, een systeem van secundaire gewrichtsuitsteeksels. Bij de middelste en achterste ruggenwervels is er een extra verbindend systeem aanwezig tussen hun doornuitsteeksels. De voorste staartwervels hebben in de uitholling aan de voorste basis van hun doornuitsteeksels een paar pneumatische openingen. Het bovenste uiteinde van het schouderblad is naar achteren gekromd.
Daarnaast is er een unieke combinatie van op zich niet unieke kenmerken. De voorhoofdsbeenderen hebben geen naar boven gerichte uitsteeksels, enkelvoudige noch gepaarde. Bij het postorbitale is de bovenrand niet verdikt terwijl de tak naar het jukbeen schuin naar voren steekt en in zijaanzicht smal is. De halswervels zijn slechts licht bol van voren, op hun gewrichtsfacet. De epipofysen, de uitsteeksels aan de bovenste basis van de achterste gewrichtsuitsteeksels, zijn sterk ontwikkeld tussen de vierde en zevende halswervel en steken mede naar voren. De voorste en middelste staartwervels hebben een sterke ontwikkeling van de voorste spoor op de zijuitsteeksels die daarnaast een bolle rand aan hun uiteinde hebben.

### Skelet
De schedel is bij het holotype slechts zeer onvolledig bekend. Het is echter duidelijk dat de zware ornamenteringen op het schedeldak in de vorm van hoorns en verdikte randen, die zeer typisch zijn voor meer afgeleide verwanten, ontbreken. Het achterhoofd heeft een eigenaardige toegeknepen vorm, vrij smal van boven maar met een hoge en verdikte kam op het centrale supraoccipitale; een hoge richel bevindt zich ook onder de achterhoofdsknobbel. In de hersenen zijn het visueel centrum van het cerebellum en de reuklobben goed ontwikkeld. De vorm van het oor wijst op een goed vermogen de kop te stabiliseren tijdens plotse bewegingen om een prooi te lokaliseren. Het gehoor was verder gemiddeld ontwikkeld.
De wervelkolom toont extreme verstijvingen. In de nek verhinderen enorme epipofysen een grote verticale beweging hoewel ze een sterke musculatuur voor een gierende krachtuitoefening mogelijk moeten hebben gemaakt. In de voorste rug is al van de tweede wervel af een hyposfeen-hypantrun-complex aanwezig in plaats van de vierde wervel zoals bij verwanten. De doornuitsteeksels van de achterste, de zevende tot en met tiende, ruggenwervels zijn in zijaanzicht bovenaan extreem bijlvormig verbreed, zodat ze verbonden worden in een mate die van geen enkele andere theropode bekend is zodat een horizontale beweging vrijwel uitgesloten was. In de staartbasis zijn het grote bijlvormige zijuitsteeksels die de staart verticaal moeten hebben gestabiliseerd. Het resultaat moet gewest zijn dat het grootste deel van de wervelkolom als een balk op het heupgewricht gebalanceerd zou hebben.
De ruggenwervels hebben alle pleurocoelen, net als bij Carnotuarus. Bij de Majungasaurinae is dat meer beperkt. In de staart staan de zijuitsteeksels matig schuin omhoog, zodat Viavenator hierin een positie inneemt tussen meer basale abelisauriden waar ze horizontaal staan en afgeleide soorten die sterk omhoog gerichte uitsteeksels hebben.
Het schouderblad is relatief kort en smal. De processus acromialis lijkt de vorm te hebben van een scherpe punt maar het fossiel is hier in feite afgebroken. Het bovenste uiteinde toont in zijn geheel een lichte verschuiving naar achteren, haaks op de schacht.

## Fylogenie
Viavenator is in de Abelisauridae geplaatst. Hij is een lid van de klade Brachyrostra en daarbinnen, in een basale positie, van een nieuwbenoemde kleinere klade Furileusauria waartoe ook Carnotaurus, de Abelisaurinae, Quilmesaurus en Pycnonemosaurus zouden behoren. De basale positie past goed bij de ouderdom van de soort. De Furileusauria zijn gedefinieerd als de groep omvattende Carnotaurus sastrei en alle soorten nauwer verwant aan Carnotaurus dan aan Ilokelesia, Skorpiovenator of Majungasaurus. De meer oorspronkelijke vorm van de kop van Viavenator zou een aanwijzing zijn dat de kopversieringen zich pas later in deze groep ontwikkelden en dat de verstijvingen in de wervelkolom het eerst tot ontwikkeling kwamen.